# DEXPI
Die DEXPI-Initiative (Kurzform für Data Exchange in the Process Industry, zu Deutsch etwa: Datenaustausch in der Prozessindustrie) hat sich zum Ziel gesetzt, ein neutrales Datenformat zu schaffen, mit dessen Hilfe Prozessinformationen zwischen Softwareprodukten verschiedener Hersteller von Ingenieurswerkzeugen ausgetauscht werden können.
Ein erstes Ziel war einen Standard für den Austausch von P&IDs zu definieren. Die aktuelle Spezifikation kann auf GitLab gefunden werden und ist zur Nutzung freigegeben.
DEXPI regt Softwarehersteller an, Mitglied der Initiative zu werden und so direkten Einfluss auf die Entwicklung der Spezifikation sowie der Implementierung in den verschiedenen Softwareprodukten nehmen zu können. Zur weiteren Förderung werden sog. Hackathons von der DEXPI Initiative organisiert, um den Entwicklungsprozess der Im- und Exportschnittstellen der Softwarehersteller basierend auf der DEXPI Spezifikation zu verbessern.
Gründe für eine solche Initiative waren u. a.:
- vor der Gründung war kein Austauschstandard für Prozessdaten vorhanden
- ein Austausch von P&ID Daten der Systeme von Betreibern/Eigentümern der chemischen Fabriken und der Ingenieursunternehmen erlaubt allen Beteiligten, die bevorzugten Werkzeuge zu nutzen
- ein Prozessdatenmodell wird während des gesamten Lebenszyklus einer chemischen Anlage benötigt.

## Open-Source-Werkzeuge
Eine quelloffene Implementierung des DEXPI-Informationsmodells bietet die Python-Bibliothek pyDEXPI.
Die unter der AGPL-3.0-Lizenz stehende Referenzbibliothek wird aktiv auf GitHub entwickelt und stellt Parser sowie ein objektorientiertes Datenmodell zur Verfügung.
Sie ermöglicht die Analyse, Visualisierung und Transformation von P&ID-Daten auf Basis des DEXPI-Standards.
Zunehmend findet pyDEXPI auch Anwendung in Verbindung mit generativer künstlicher Intelligenz (GenAI), etwa zur automatisierten Fehlererkennung, Vervollständigung oder Generierung von Fließbildern in ingenieurtechnischen Kontexten.

## Geschichte
Die DEXPI-Initiative wurde 2011 gemeinsam von BASF SE, Bayer AG und Evonik Technology & Infrastructure GmbH gegründet. Weitere Highlights im Überblick:
- 2016 wurde die erste Veröffentlichung eines Modells von Prozessdaten publiziert.
- Aktuell ist die Version 1.2 des DEXPI-Datenmodells veröffentlicht.
- Für das erste Quartal 2021 ist die Version 1.3 angekündigt worden.

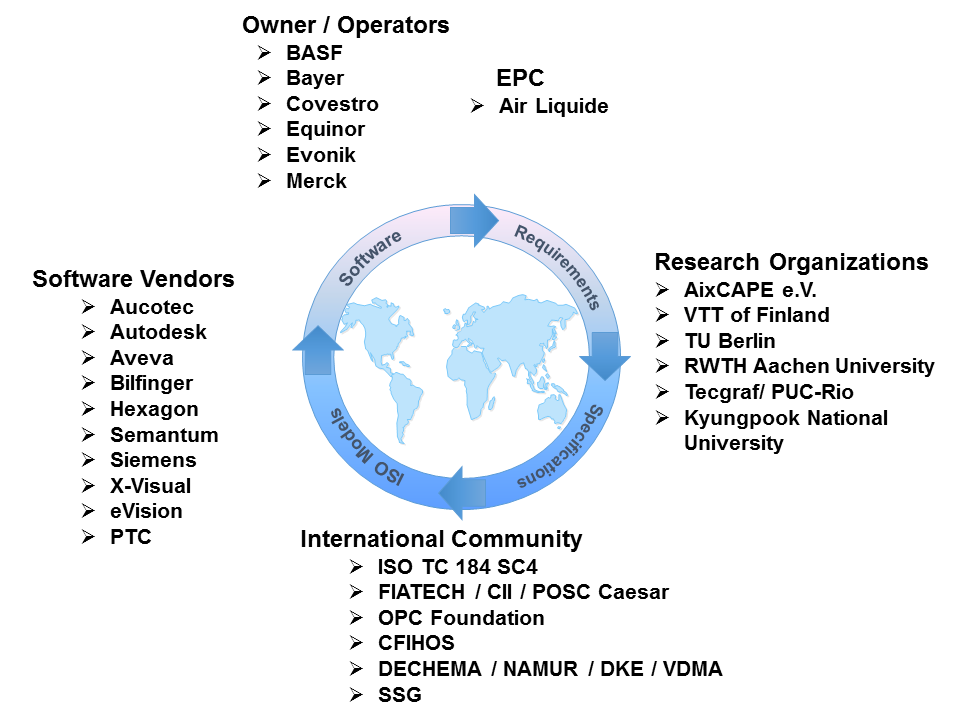
Überblick DEXPI

## Mitglieder
Aktuelle Mitglieder der DEXPI Initiative:
- BASF SE
- Bayer AG
- Covestro Deutschland AG
- Evonik Technology & Infrastructure GmbH
- Equinor ASA
- Merck KGaA

Kooperierende Softwarehersteller:
- Autodesk
- Aucotec
- AVEVA Group plc
- Bilfinger
- Hexagon
- PTC
- Semantum
- Siemens
- X-Visual

Die Initiative wird unterstützt von:
- DECHEMA
- AixCAPE e.V.